# Loricaria apeltogaster
Loricaria apeltogaster är en fiskart som beskrevs av Boulenger, 1895. Loricaria apeltogaster ingår i släktet Loricaria och familjen Loricariidae. Inga underarter finns listade i Catalogue of Life.